# Torneo Interbritannico 1884
Il Torneo Interbritannico del 1884 fu giocato dal 26 gennaio al 29 marzo 1884 tra le Home Nations. Questo torneo fu il primo torneo di calcio Internazionale visto che fino a quel momento di giocarono solo amichevoli tra Inghilterra, Scozia, Irlanda e Galles.

## Risultati
| Belfast 12 gennaio 1884                                                         | Irlanda   | 0 – 5                                         | Scozia |  |
| \| \| \| \| \| \| Marcatori \| Harrower 12’ 84’ Grossland 30’ 70’ Goudle 60’ \| |           |                                               |        |  |
|                                                                                 |           |                                               |        |  |
|                                                                                 | Marcatori | Harrower 12’ 84’ Grossland 30’ 70’ Goudle 60’ |        |  |

| Wrexham 9 febbraio 1884                                                               | Galles    | 6 – 0 | Irlanda |  |
| \| \| \| \| \| Owen 55’ 77’ Shaw 20’ 68’ Eyton-Jones 82’ Jones 59’ \| Marcatori \| \| |           |       |         |  |
|                                                                                       |           |       |         |  |
| Owen 55’ 77’ Shaw 20’ 68’ Eyton-Jones 82’ Jones 59’                                   | Marcatori |       |         |  |

| Belfast 23 febbraio 1884                                                                  | Irlanda   | 8 – 1                                         | Inghilterra |  |
| \| \| \| \| \| McWha 88’ \| Marcatori \| Cursham Johnson 15’ C. Bambridge A. Bambridge \| |           |                                               |             |  |
|                                                                                           |           |                                               |             |  |
| McWha 88’                                                                                 | Marcatori | Cursham Johnson 15’ C. Bambridge A. Bambridge |             |  |

| Glasgow 15 marzo 1884                      | Scozia    | 1 – 0 | Inghilterra |  |
| \| \| \| \| \| Smith 7’ \| Marcatori \| \| |           |       |             |  |
|                                            |           |       |             |  |
| Smith 7’                                   | Marcatori |       |             |  |

| Wrexham 17 marzo 1884                                                          | Galles    | 0 – 4                                        | Inghilterra |  |
| \| \| \| \| \| \| Marcatori \| Bromley-Davenport 7’ 85’ Gunn 90’ Bailey 75’ \| |           |                                              |             |  |
|                                                                                |           |                                              |             |  |
|                                                                                | Marcatori | Bromley-Davenport 7’ 85’ Gunn 90’ Bailey 75’ |             |  |

| Glasgow 29 marzo 1884                                              | Scozia    | 4 – 1 | Galles |  |
| \| \| \| \| \| Lindsay 22’ Shaw 49’ Kay 65’ 87’ \| Marcatori \| \| |           |       |        |  |
|                                                                    |           |       |        |  |
| Lindsay 22’ Shaw 49’ Kay 65’ 87’                                   | Marcatori |       |        |  |

## Classifica
| Pos | Squadra     | Pti | G | V | N | P | GF | GS |
| --- | ----------- | --- | - | - | - | - | -- | -- |
| 1   | Scozia      | 6   | 3 | 3 | 0 | 0 | 10 | 1  |
| 2   | Inghilterra | 4   | 3 | 2 | 0 | 1 | 12 | 2  |
| 3   | Galles      | 2   | 3 | 1 | 0 | 2 | 7  | 8  |
| 4   | Irlanda     | 0   | 3 | 0 | 0 | 3 | 1  | 19 |

## Vincitore
| Campione 1884 Scozia 1º titolo |

## Fonti
- Guy Oliver, The Guinness Record of World Soccer, 1992.
- "British Home Championship 1883-84". RSSSF. RSSSF.org
- "Scotland Football Records Clubs played for Heart of Midlothian, Vale of Leven". London Hearts Supporters Club. LondonHearts.com
- England Football Online. englandfootballonline.com